# انوچویل (کارولینای شمالی)
انوچویل (به انگلیسی: Enochville) شهری در ایالت کارولینای شمالی کشور ایالات متحده آمریکا است که جمعیت آن در سرشماری سال ۲۰۱۰ میلادی، ۲٬۹۲۵ نفر بوده‌است.